# Granen 21

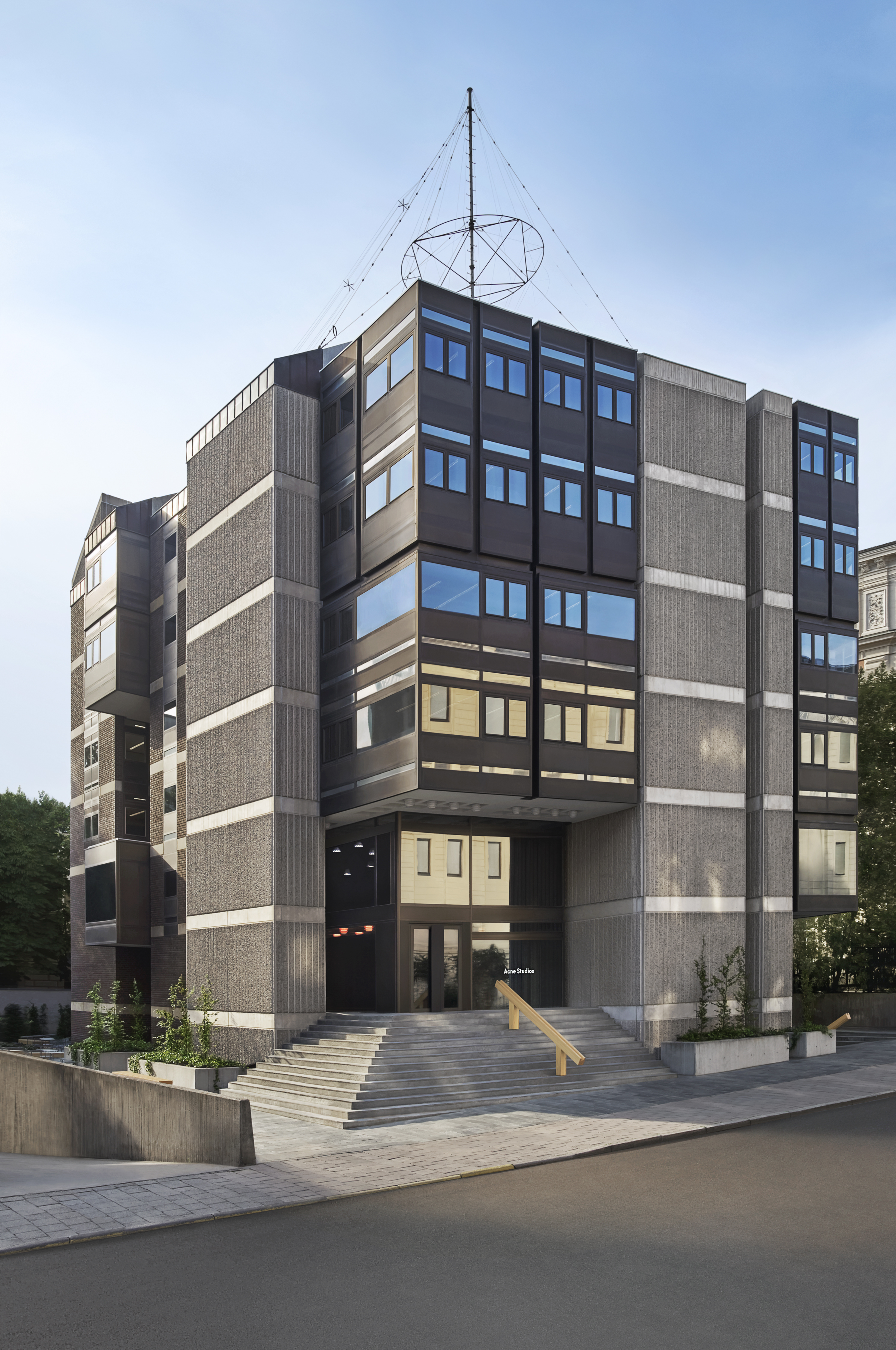
Granen 21.

Granen 21 är en fastighet på Floragatan 13 i Villastaden på Östermalm i Stockholm.
Granen 21 ritades 1968–1970 av Jan Bočan för Tjeckoslovakiens ambassad i Stockholm. Byggnaden stod klar 1972 och fick då epitetet "öststatsmodernistisk". Den inrymde ambassadens representationslokaler och kontor, men även biograf, tvättstuga, garage och ambassadörens residens. Efter Tjeckoslovakiens delning 1992 flyttade Slovakiens ambassad till andra lokaler, men den tjeckiska ambassaden fanns kvar i huset till 1998.
Byggnaden har tio våningar, varav två och en halv är belägna under jord. Fasaderna är i specialbränt brunt tegel och gjuten betong. Den totala ytan är omkring 6 600 m². Inredningen är i jakaranda och blank vit lack. Golven är belagda med skiffer, kalksten och mörk parkett. Inredningen tillverkades av Tjeckoslovakiens skickligaste hantverkare och konstnärer.
Granen 21 renoverades 1999–2001 under ledning av arkitekt Magnus Tengblad. Man ville under renoveringen skapa ett ljust och modernt kontorskomplex. Acne studios har sitt huvudkontor i byggnaden sedan 2019.